# Prêmio Galaxy
O Prêmio Galaxy (em Chinês:银河奖, pinyin: yín hé jiǎng) é o prêmio literário chinês de maior prestígio, no gênero da ficção científica. Sua primeira edição data de 1986.
Em setembro de 2016, a 27ª edição do prêmio foi realizada em Pequim, na Universidade de Aeronáutica e Astronáutica; em novembro de 2017, a 28ª cerimônia de premiação foi realizada em Chengdu, China.